# Cyrtanthus flanaganii
Cyrtanthus flanaganii är en amaryllisväxtart som beskrevs av John Gilbert Baker. Cyrtanthus flanaganii ingår i släktet Cyrtanthus, och familjen amaryllisväxter. Inga underarter finns listade i Catalogue of Life.

## Bildgalleri

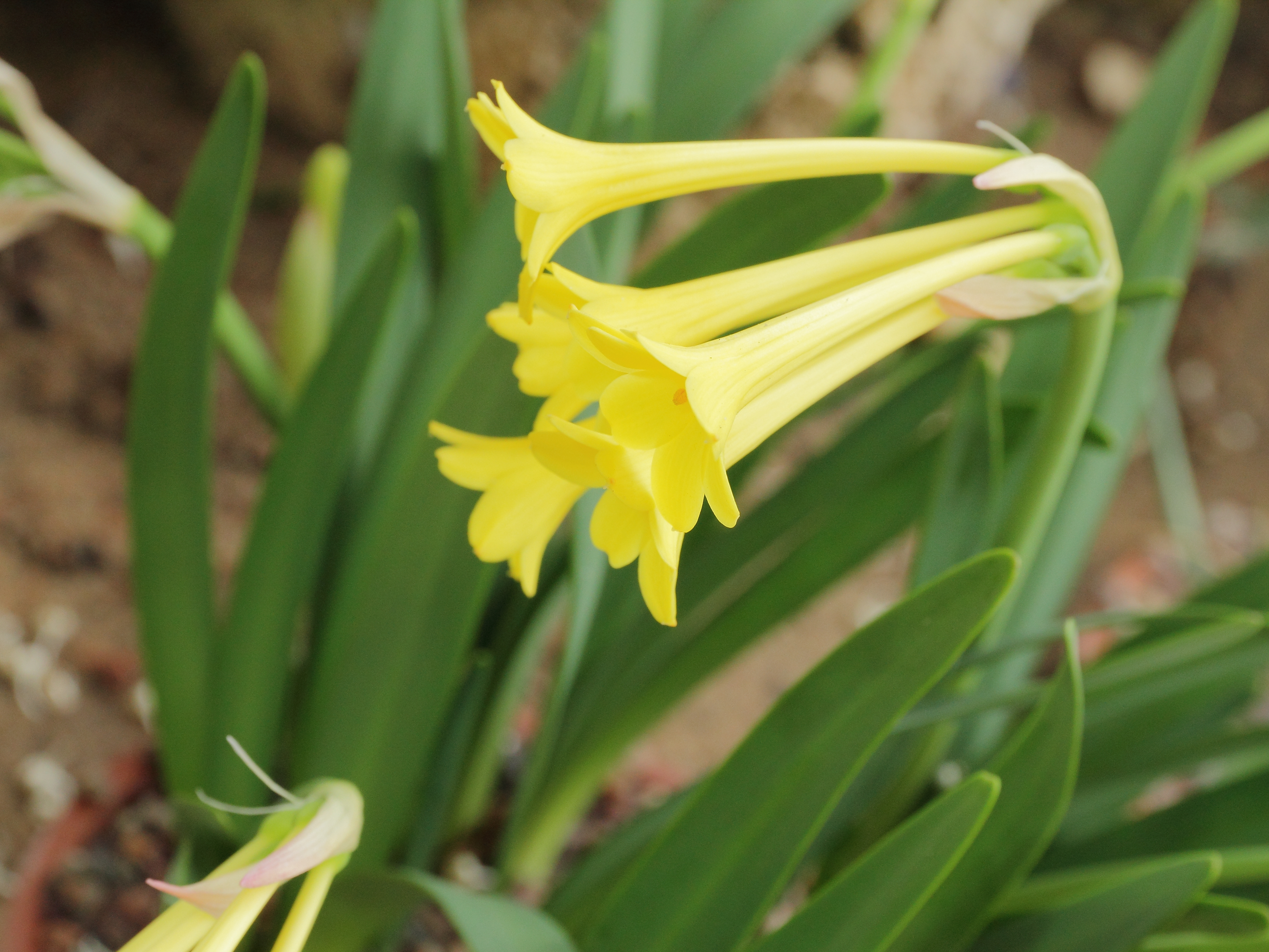